# Élections sénatoriales de 2011 dans la Nièvre
Les élections sénatoriales dans la Nièvre ont lieu le dimanche 25 septembre 2011. Elles ont pour but d'élire les sénateurs représentant le département au Sénat pour un mandat de six années.

## Contexte départemental
Lors des élections sénatoriales du 23 septembre 2001 dans la Nièvre, deux sénateurs PS sont élus : Didier Boulaud et Gaëtan Gorce.
Depuis, tous les effectifs du collège électoral des grands électeurs ont été renouvelés, avec les élections législatives françaises de 2007, les élections régionales françaises de 2010, les élections cantonales de 2008 et 2011 et les élections municipales françaises de 2008.

## Sénateurs sortants
| Sénateur | Sénateur          | Parti | Fonctions lors de l'élection en 2001                                                                          |
| -------- | ----------------- | ----- | --- |
|          | Didier Boulaud    | PS    | Député, maire de Nevers                                                                                       |
|          | René-Pierre Signé | PS    | Sénateur sortant, conseiller général de la Nièvre, président de la CC du Haut-Morvan, maire de Château-Chinon |

## Présentation des candidats et des suppléants
Les nouveaux représentants sont élus pour une législature de 6 ans au suffrage universel indirect par les 759 grands électeurs du département. Dans la Nièvre, les sénateurs sont élus au scrutin majoritaire à deux tours. Leur nombre reste inchangé, 2 sénateurs sont à élire. Ils sont 8 candidats dans le département, chacun avec un suppléant.
| T/S | Candidats | Candidats            | Parti | Principale fonction                                           |
| --- | --------- | -------------------- | ----- | ------------------------------------------------------------- |
| T   |           | Isabelle Cassar      | PCF   | Maire de Chaulgnes                                            |
| S   |           | André Large          | PCF   |                                                               |
| T   |           | Pascal Reuillard     | PCF   | Conseiller général, maire de Varennes-Vauzelles               |
| S   |           | Isabelle Molina      | PCF   | Conseillère municipale de Cosne-Cours-sur-Loire               |
| T   |           | Didier Boulaud       | PS    | Sénateur sortant, conseiller municipal de Nevers              |
| S   |           | Fabien Bazin         | PS    | Conseiller général, maire de Lormes                           |
| T   |           | Gaëtan Gorce         | PS    | Député, maire de La Charité-sur-Loire                         |
| S   |           | Isabelle Poncet-Père | PS    | Adjointe au maire de Château-Chinon                           |
| T   |           | Wilfrid Sejeau       | EELV  | Conseiller régional                                           |
| S   |           | Anaïs Hubert         | EELV  |                                                               |
| T   |           | Jean-Luc Gauthier    | UMP   | Conseiller général, conseiller municipal de Saint-Benin-d'Azy |
| S   |           | Simone Rignault      | UMP   | Maire de Saint-Honoré-les-Bains                               |
| T   |           | Valérie Renard       | FN    |                                                               |
| S   |           | Marcel Stéphan       | FN    | Conseiller régional                                           |
| T   |           | Gérard Janel         | DIV   |                                                               |
| S   |           | Virginie Buteau      | DIV   | Maire de Saint-Hilaire-en-Morvan                              |

## Résultats
|                | Gaëtan Gorce      | PS             | 419 | 56,39  |  |  |
|                | Didier Boulaud    | PS             | 389 | 52,36  |  |  |
|                | Gérard Janel      | DIV            | 164 | 22,07  |  |  |
|                | Jean-Luc Gauthier | UMP            | 161 | 21,67  |  |  |
|                | Pascal Reuillard  | PCF            | 87  | 11,71  |  |  |
|                | Isabelle Cassar   | PCF            | 81  | 10,90  |  |  |
|                | Wilfrid Sejeau    | EELV           | 30  | 4,04   |  |  |
|                | Valérie Renard    | FN             | 29  | 3,90   |  |  |
|                |                   |                |     |        |  |  |
| Inscrits       | Inscrits          | Inscrits       | 761 | 100,00 |  |  |
| Abstentions    | Abstentions       | Abstentions    | 13  | 1,71   |  |  |
| Votants        | Votants           | Votants        | 748 | 98,29  |  |  |
| Blancs et nuls | Blancs et nuls    | Blancs et nuls | 5   | 0,66   |  |  |
| Exprimés       | Exprimés          | Exprimés       | 743 | 97,63  |  |  |